# Połcie Młode
Połcie Młode  (littéralement en polonais : Połcie jeune) est un hameau habité de Pologne, situé dans le gmina de Janowiec Kościelny, dans le powiat de Nidzica, dans la voïvodie de Varmie-Mazurie. Il fait partie du village de Stare Połcie (littéralement en polonais : vieux Połcie).

## Source
- (en) Cet article est partiellement ou en totalité issu de l’article de Wikipédia en anglais intitulé « Młode Połcie » (voir la liste des auteurs).